# Norman Rockwell
Norman Rockwell (født 3. februar 1894, død 8. november 1978) var en amerikansk maler og illustrator. Han blev særlig kendt for en stor mængde illustrationer af dagligdags situationer til forsiden på det populære ugeblad Saturday Evening Post mellem 1916 og 1963. 
Norman Rockwells værk Saying Grace blev handlet på en kunstauktion i december 2013 og indbragte 46 millioner $ (inklusive honorar og gebyrer) hvilket var det hidtil dyreste amerikanske maleri.

## Opvækst
Rockwell blev født i New York City i USA i 1894. Som 14-årig gik Norman fra high school til Chase Art School. Senere gik han på National Academy of Design og herefter på Art Students League of New York. 

## Arbejde som illustrator
Allerede som 19-årig fik Rockwell job som illustrationsredaktør på magasinet Boy's Life, der blev udgivet af den amerikanske spejderbevægelse Boy Scouts of America. Rockwell var på magasinet i tre år (1913-16). Under ansættelsen på Boy's Life tegnede Rockwell flere forsideillustrationer, den første Scout at Ship's Wheel i september 1913.
Rockwell delte studie med tegneren Clyde Forsythe i New Rochelle i New York, og gennem Forsythe kom Rockwell i kontakt med magasinet Saturday Evening Post i 1916. Rockwell fik sin første forside på magasinet den 20. maj 1916 og blev hurtigt tilknyttet fast til magasinet og tegnede og malede i flere årtier en række markante forsider til Saturday Evening Post. Udover arbejdet for Saturday Evening Post leverede Rockwell tillige forsider og illustrationer til en række andre amerikanske magasiner m.v., herunder The Literary Digest, The Country Gentleman, Leslie's Weekly, Judge, Peoples Popular Monthly og Life magazine.
Under 2. Verdenskrig malede Rockwell i 1943 fire malerier "Four Freedoms". Malerierne blev malt på syv måneder, hvor Rockwell tabte sig 15 pund under processen. Serien var inspireret af en tale holdt af den amerikanske præsident Franklin D. Roosevelt, hvor Roosevelt beskrev fire fundamentale frihedsrettigheder: Retten til rimelig levestandard ("Freedom from Want"), Ytringsfrihed ("Freedom of Speech"), Religionsfrihed ("Freedom of Worship") og Retten til at leve trygt ("Freedom from Fear"). De fire malerier blev offentliggjort i 1943 af The Saturday Evening Post. 
De fire malerier blev af den amerikanske regering vist på udstillinger over hele USA og blev på plakater brugt til at sælge krigsobligationer og styrke den civile krigsindsats i USA under 2. verdenskrig.
Rockwell malede tillige maleriet Rosie the Riveter , der blev bragt på forsiden af The Post som en hyldest til figuren Rosie the Riveter, der illustrerede de amerikanske kvindelige fabriksarbejdersker under krigen. 
Efter 321 forsider til Saturday Evening Post forlod Rockwell magasinet i 1963 bl.a. som følge af, at Rockwell ønskede mulighed for i sine billeder at kommentere på mere kontroversielle emner, herunder racepolitik og den sociale uro i 1960'ernes USA. Sidste forside på "The Post" blev trykt i december 1963 og var et portræt af den amerikanske præsident John F. Kennedy. 
Efter bruddet med "The Post" blev Rockwell tilknyttet magasinet Look.
I 1968 malede Rockwell et portræt til Mike Bloomfield og Al Koopers album The Live Adventures of Mike Bloomfield and Al Kooper. I sin lange karriere malede Rockwell portrætter af præsidenterne Eisenhower, Kennedy, Johnson og Nixon samt de udenlandske statsoverhoveder Gamal Abdel Nasser og Jawaharlal Nehru.

## Stil
Norman Rockwell arbejdede i en realistisk, fotobaseret malertradition med detaljerede, ofte humoristiske hverdagsmotiver fra amerikansk dagligdagsliv. Han blev meget populær hos publikum, og høstede stor anerkendelse også af kunstkendere, for sit håndværk og som skildrer af samtiden. Rockwells billeder er dog også blevet anklaget for at være overtydelig, kitschet fortællerkunst med sentimental idyl, konservative holdninger og endimensionelle pointer. Rockwells værker anses imidlertid for at være blandt de bedste indenfor det 20. århundredes illustrationskunst og populærkultur, og har haft stor betydning for amerikaneres selvopfattelse. 
Uanset kritikken af Rockwell som konservativ, sentimental og idylliserende malede Rockwell også en lang række illustrationer med kommentarer til Sydstaternes raceadskillelsespolitik i 1960'erne, bl.a. billedet The problem we all live with, der viser den 6-årige afro-amerikanske Ruby Bridges, der eskorteres til en "hvid" skole, mens der kastes tomater efter pigen og Southern Justice (også kendt som Murder in Mississippi), der skildrer mordet på tre borgerrettighedsaktivister. Maleriet The problem we all live with blev i 2011 ophængt i Det Hvide Hus uden for Det ovale kontor, men har siden udstillingen i 2011 været placeret på Norman Rockwell Museum. 
Norman Rockwell har påvirket flere illustratører, herunder den svenske ugebladtegner Gerd Miller (1925–1988) og danske Kurt Ard, der tegnede Rockwell-inspirerede forsideillustrationer til flere udenlandske magasiner i 1960'erne og 1970'erne bl.a. Saturday Evening Post og danske Familiejournalen.
Norman Rockwell modtog i 1977 den højeste civile orden i USA, Presidential Medal of Freedom for sine "klare og følelsesfulde portrætter af vort land".

## Eksempler på værker
- Redhead loves Hatty Perkins (1916)
- No swimming (1921)
- Fra 'De fire friheder' - "Save Freedom of Speech"
- Fra 'De fire friheder' - "Freedom from Fear"
- Fra 'De fire friheder' - "Freedom from Want"
- Fra 'De fire friheder' - "Freedom of Worship"